# 伊玛目礼萨圣陵
36°17′16.94″N 59°36′56.66″E / 36.2880389°N 59.6157389°E
伊玛目里达圣陵（阿拉伯语：‎），伊朗称之为伊玛目礼萨圣陵（波斯語：‎，同时也是清真寺），位于今伊朗的马什哈德，是一座宏伟的建筑群，伊斯兰教什叶派主流派别十二伊玛目派尊奉的第八任伊玛目阿里·里达（伊朗称阿里·礼萨）即安葬于此。它是全世界占地面积最大的清真寺，而可容纳礼拜的人数则居世界第二。建筑群中除了有伊玛目礼萨的陵寝外，还包括：戈哈尔沙德清真寺、一座博物馆、一座图书馆、四座神学院、一座公墓、礼萨伊斯兰科技大学、一座朝圣者餐厅、若干巨大的礼拜大厅和其他建筑。
这座圣陵建筑群是伊朗的旅游中心。建筑本身占地267,079m2，而建筑周围的七座庭院占地331,578m2，总占地面积为598,657 m2（6,443,890 sq ft）。

## 脚注
1. ↑  . Imam Reza (A.S.) Network.   [2009-05-26]. （原始内容存档于2008-05-30）.
2. ↑  . sacredsites.com.   [2006-03-13]. （原始内容存档于2010-11-27）.
3. ↑  . Iran Daily.   [2009-05-25]. （原始内容存档于2005-03-09）.
4. ↑  . Imam Reza (A.S.) Network.   [2009-05-25]. （原始内容存档于2010-06-12）.